# Гай Корнелий Гал
Гай Корнелий Гал (на латински: Gaius Cornelius Gallus; * 70 пр.н.е. във Форум Ливии (Форли); † 26 пр.н.е.) е римски политик, поет и първият префект на Египет от 30 пр.н.е. до 26 пр.н.е.
Произлиза от обикновено семейство и след убийството на Юлий Цезар става praefectus fabrum на политика и военачалник Гай Азиний Полион и помага при защитата на земната собственост на поета Вергилий. Те след това се сприятеляват много и започва успехът на Корнелий Гал в литературата. След смъртта на Полион той отива през 39 пр.н.е. при Октавиан Август, по-късният Август и командва неговите войски в битките против Марк Антоний.
През 30 пр.н.е. Октавиан напуска Египет и поставя Корнелий Гал като управител (praefectus Alexandreae et Aegypti) на новата римска провинция до 26 пр.н.е..
Гней Корнелий Гал е първият префект на Египет и се подчинява само на Август. Богатата на зърно провинция се превръща в житница на Римската империя. Гал има право да прави обиколки из страната и да пътува по един път на годината до Рим. Той поставя надписи на три езика на остров
Филе (Philae) и на пирамиди с описание на неговите действия.
През 26/27 пр.н.е. Гал е сменен по неизвестни причини и обвинен. Вероятно понеже поставял името си на пирамидите. Август му отказал приятелството си с формално съобщение (чрез renuntiatio amicitiae от Prinzeps), което означава без юридически мерки, но приключване на приятелството между Август и Гал. Това води до приключване на политическата му кариера. Следват многобройни обвинения от Сената. След завършения процес Гал се самоубива.
Гал е поет и е написал четири книги и елегии. Той е основател на римската елегия.
Намерен е негов папирус и е разчетен и реконструиран заличеният негов надпис на обелиска от Александрия, който днес стои на площада пред Базиликата Св. Петър в Рим.